# کریس برونو
کریس برونو (انگلیسی: Chris Bruno؛ زادهٔ ۱۵ مارس ۱۹۶۶) یک هنرپیشه اهل ایالات متحده آمریکا است.
از فیلم‌های معروف او می‌توان به بازی در مجموعه منطقه مرده اشاره کرد.